# Superkunstfestival
Das Superkunstfestival ist ein inklusives Festival für „Musik, Kunst, Film, Zirkus und Theater“ in Lübeck. Es wurde erstmals 2018 veranstaltet. Veranstalter ist die Kulturakademie der Diakonie Nord Nord Ost. Nach eigenen Angaben ist es Deutschlands größtes inklusives Festival.
2023 fand das Festival über Pfingsten statt. Mit 36.000 Besuchern war es ausverkauft. Es traten unter anderem Alice Merton, Tocotronic und Antilopen Gang auf.
2024 fand das Festival von Freitag, 14. Juni bis Sonntag, 16. Juni statt. Unter anderem traten Von Wegen Lisbeth, The Boss Hoss, Marusha und Alli Neumann auf. Auf sechs Bühnen fanden insgesamt 80 Shows statt. Laut des Veranstalters kamen 40.800 Besucher.
2025 fand das Festival von Freitag, 13. Juni bis Sonntag, 15. Juni statt. Unter anderem traten Grossstadtgeflüster, Miss Allie, Das Lumpenpack, PaulWetz, Clueso, Odeville, Deine Freunde, Liedfett und Arrested Development auf.